# Hanencha
Hanancha
 (février 2020).
Les Hanencha ou Hanancha sont une importante tribu berbère chaoui d'Afrique du Nord (actuelles Algérie et Tunisie), présente dès le Moyen Âge puis sous la période ottomane, jusqu'à la colonisation française.
Le nom de cette tribu est à l'origine du nom de famille Hannachi et du nom de la ville algérienne d'Hanancha.

## Historique
Les Hanencha ont une histoire guerrière très profonde, ils ont notamment participé à la bataille de guidjel, aux côtés du royaume des beni abbes, qui ont infligés une veritable defaite aux ottomans et au beylik de L'Est. Cette tribu est aussi reputée comme etant guerrière et est célèbre par les guerres qu'elle a soutenues contre les tribus voisines et les beys de Constantine et de Tunis. Puissants par le nombre, belliqueux et habitués à guerroyer ( faire la guerre ) et à piller , les Hanencha étaient continuellement en lutte soit avec les troupes turques , soit avec les tribus voisines , qu'ils soumettaient à leur domination. Ils sont d'ailleurs considérés comme Noble. Durant des décennies, les Hanencha ont mené la vie dure aux beys de Constantine en refusant de payer l’arbitraire « denouche »(impots) et en résistant au Bey de Tunis qui avait des visées sur leur territoire.
Début 1871 a lieu la révolte des Henanchas. Le 18 janvier 1871, quand le ministre de la guerre donna l'ordre d'envoyer plus de régiments de spahis algériens sur le front prussien, il ne restait plus que les contingents de Souk Ahras et celui de la région de Moudjbeur. Ces derniers refusant de partir, un premier accrochage tua un brigadier français. Trois jours plus tard, l'insurrection débuta et certains prêchaient la guerre sainte et l'indépendance du pays. Plusieurs tribus auressiennes se regroupèrent autour de Ahmed Salah ben Resqui cheikh des Hanencha et effectuèrent plusieurs razzias sur Souk Ahras. À l'arrivée des renforts français, une bataille a lieu à Ain Sennour. Manquant de munitions et d'effectifs, les Algériens ne purent résister. Ils furent jugés, condamnés à mort ou expatriés. Cette affaire eut un retentissement dans tout le pays et plusieurs révoltes éclateront durant l'année 1871. En 1871, à l'appel d’El Mokrani et de Cheikh Aheddad de la Rahmaniya de Kabylie (Bejaïa), Batna a été assiégée et une répression a suivi la révolte
L'Armée du Royaume d'Alger était d'ailleurs composée de Hanenchas
Les Hanencha sont des Berberes Zenetes ou Houaras,,. L'historien Ibn Khaldoun leur attribue une origine venant des Athbaj, une tribu issue des Hilaliens, et évoque également une origine venant des Houaras, mais souligne le caractère arabisé de ceux-ci.

## Géographie
Leur territoire se situait à cheval entre les actuelles Algérie et Tunisie, avec notamment le Constantinois, mais aussi une partie du Sud et du Nord-Ouest tunisien, dont Kalaat Senan, bastion fort de la tribu, où est enterré Brahim Ben Bou Aziz, cheikh des Hanencha au XVIIIe siècle. Cette grande tribu etait aussi autrefois maitresse de tout le territoire qui s'étend depuis LaCalle, sur le littoral, jusqu'aux plaines sahariennes au sud de Tebessa.